# 요시이정 (군마현)
요시이정(일본어: 吉井町)은 일본 군마현 다노군에 존재했던 정이다. 2009년 6월 1일 다카사키시에 편입되었다.

## 역사
- 1896년 4월 1일 - 정촌제 시행에 의해 다고군 요시이정,  다고촌, 이리노촌, 기타칸라군 이와다이라촌이 성립하였다.
- 1896년 - 다고군, 미도노군, 기타칸라군과 합병해 다노군이 되었다.
- 1950년 - 기타간라군이 간라군으로 개칭되었다.
- 1955년  - 다노군 (구) 요시이정, 다고촌, 이리노촌, 이와다이라촌이 대등합병에 의해, 다노군 요시이정이 되었다.
- 2009년 6월 1일 - 다카사키시에 편입되었다.

## 교통

### 도로
- 국도 제254선

### 철도
- 조신 전철
  - 조신 선